# 조지프 B. 마틴
조지프 B. 마틴(영어: Joseph B. Martin, 1938년 10월 20일 ~)는 미국 하버드 대학교의 교수이다. 38세의 젊은 나이에 맥길 대학교 신경학과 학과장이 되었으며, 1997년부터 2007년까지 하버드 대학교 의과대학 학장을 지냈다. 세계적인 권위를 가진 미 매사추세츠 제너럴 병원(Massachusetts General Hospital, MGH)의 신경학과 학과장을 역임하기도 했다.